# Tectaria morlae
Tectaria morlae är en ormbunkeart som först beskrevs av Sod., och fick sitt nu gällande namn av Carl Frederik Albert Christensen. Tectaria morlae ingår i släktet Tectaria och familjen Tectariaceae. Inga underarter finns listade.